# Epiblema (orquídea)
Epiblema es un género monotípico de orquídeas de la subfamilia Orchidoideae dentro de la familia Orchidaceae. Su única especie, Epiblema grandiflorum, es originaria de Australia.

## Descripción
Es una orquídea endémica de Australia Occidental que tiene un tamaño medio a gran tamaño, prefiere el clima fresco a frío con hábito terrestre. Crece con una sola hoja, cilíndrica, lineal, aguda de color verde oscuro,  muy rígida que florece en la primavera y principios del verano en una inflorescencia erecta de 30 a 80 cm de largo, con 2 a 8 flores.

## Taxonomía
Epiblema grandiflorum fue descrito por Robert Brown  y publicado en Prodromus Florae Novae Hollandiae 315. 1810.